# American Adventure
Pour plus de détails, voir Fiche technique et Distribution.
American Adventure est un téléfilm américain diffusé pour la première fois en 2000 sur la Fox.

## Fiche technique
- Titre : : American Adventure
- Réalisation : Troy Miller
- Scénario : Steve Faber, Bob Fisher et John Hughes
- Musique :
- Pays d'origine :  États-Unis
- Producteur : Frank Fischer et Michael Welch
  - Producteur exécutif : Steve Faber, Bob Fisher et Sam Simon
- Sociétés de production : Warner Bros. Television
- Société de distribution : Fox
- Format : couleur
- Genre : Téléfilm
- Durée :
- Date de sortie :
  -  États-Unis : 2000

## Distribution
- Agnes Bruckner : Sydney
- Gary Cole : Chuck
- Helen Slater : Kathy
- Michael Welch : Kevin